# TV Sudoku
TV Sudoku ist eine monatlich erscheinende Fernsehzeitschrift, herausgegeben von der Gong Verlag GmbH, einem Tochterunternehmen der Funke Mediengruppe.

## Daten
TV Sudoku erschien erstmals Anfang Oktober 2006 zum Preis von 0,80 € und umfasste 148 Seiten.
Im Jahr 2007 wurde die Zeitschrift vom Gong Verlag übernommen. Grund hierfür war u. a. die nicht erzielte Auflage von geplanten 150.000 Stück.
Die verkaufte Auflage beträgt 8015 Exemplare. Chefredakteurin ist Katharina Lukas.
Aktuell (Stand: März 2023) wird sie zum Preis von 1,30 € verkauft.

## Inhalt
TV Sudoku erscheint im Pocketformat und kombiniert Programm- und Rätselzeitschrift.
Neben dem Programmteil beinhaltet jedes Heft verschiedene Rätsel, wie das namensgebende Sudoku oder auch Kreuzwort- und Silbenrätsel. So sollen besonders Rätselfans angesprochen werden. Zudem bietet die TV Sudoku Gewinnspiele für die Rätselfans an.
Das Fernsehprogramm selbst ist kompakt gehalten, eine Programm-Highlight-Seite pro Woche bietet zusätzliche Informationen.